# ضيضاعة شرقية (حديبو)
ضيضاعه شرقية هي إحدى قرى مديرية حديبو التابعة لمحافظة سقطرى، بلغ تعداد سكانها 38 نسمة حسب تعداد اليمن لعام 2004.